# Ulrich Wesselmann
Ulrich Wesselmann (* 1960; † November 1993) war ein deutscher Theater- und Filmschauspieler.

## Leben und Karriere
Als 20-jähriger Student der Schauspielschule Bochum wurde Wesselmann 1980/81 von Thomas Brasch für die Hauptrolle Werner Gladow in seinem mit dem Bayerischen Filmpreis ausgezeichneten Schwarz-Weiß-Film Engel aus Eisen für das ZDF besetzt. In den Rezensionen des Films im Spiegel und Theater heute wurde er gewürdigt.
Engagements am Schauspielhaus Bochum und dem Burgtheater Wien – unter der Intendanz von Claus Peymann – sowie auch an der Berliner Schaubühne, erbrachten die Zusammenarbeit mit den Regisseuren Alfred Kirchner, Manfred Karge, Matthias Langhoff, Andrea Breth, Jürgen Gosch u. a.
Wesselmann spielte u. a. in Die Räuber von Schiller, Robert Guiskard (Kleist), Ein Wintermärchen (Shakespeare), Weekend im Paradies (Arnold und Bach), Aufstieg und Fall der Stadt Mahagonny und Die Mutter (Brecht), John Lennon, Klassenfeind von Nigel Williams, Still Ronny von Heinrich Henkel, Die Kunst der Komödie von Eduardo De Filippo, Ödypus, Tyrann von Hölderlin/Heiner Müller, Der aufhaltsame Aufstieg des Arturo Ui von Bertolt Brecht, Ein Sommernachtstraum von Shakespeare und Elvis & John von Uwe Jens Jensen/Hansgeorg Koch (Musik: Thomas Rabitsch) sowie Trio in Es-Dur von Éric Rohmer. Daneben hat er auch Lesungen abgehalten und Regie geführt.
Seit Ende der 1980er Jahre wurde Wesselmann auch oft in Fernsehproduktionen und Serien besetzt. Seine letzten Auftritte fanden in der Rolle des Felix im September 1993 in Arthur Schnitzlers Der einsame Weg statt. Er nahm sich im November 1993 das Leben.

## Rollen in Film, Fernsehen und Theateraufzeichnungen
- Engel aus Eisen (Buch und Regie: Thomas Brasch, 1981) als Gladow
- Die Hermannsschlacht nach Heinrich von Kleist (Regie: Claus Peymann, 1984) als Luitgar
- Peng! Du bist tot! (1987) als Junger Hotel-Portier
- Der Zug (mit Ben Kingsley, Regie: Damiano Damiani, 1988)
- Vera und Babs (Regie: Peter Adam, 1989) als Jürgen
- Der einsame Weg (Film nach Arthur Schnitzlers Drama, nach der Inszenierung von Andrea Breth in der Berliner Schaubühne, 1991) als Felix
- Ein besonderes Paar (mit Gila von Weitershausen und Susanne Evers, Regie: Helmut Förnbacher, 1992) als Ingo Friedrichsen
- Verflixte Leidenschaft (mit Iris Berben, Regie: Carlo Rola, 1992) als Felix
- Happy Birthday, Türke! (Regie: Doris Dörrie, 1991) als Assistent Harry Eiler
- Wolffs Revier (TV-Serie, Regie: Christine Wiegand, 1993) als Martin Lübke
- Letzte Gedanken vor dem Zitronenkauf (nach einer Erzählung von Robert Wolfgang Schnell), Regie: Ulrich Wesselmann, 7 min, 16 mm, s/w (1991)